# Giro di Romandia 1993
Il Giro di Romandia 1993, quarantasettesima edizione della corsa, si svolse dal 4 al 9 maggio su un percorso di 768 km ripartiti in 6 tappe e un cronoprologo, con partenza a Courtételle e arrivo a Ginevra. Fu vinto dallo svizzero Pascal Richard della Ariostea davanti all'italiano Claudio Chiappucci e allo statunitense Andrew Hampsten.

## Tappe
| Tappa  | Data     | Percorso                                   | km    | Vincitore di tappa  | Leader cl. generale |
| ------ | -------- | ------------------------------------------ | ----- | ------------------- | ------------------- |
| Prol.  | 4 maggio | Courtételle > Delémont (cron. individuale) | 7,3   | Rolf Sørensen       | Rolf Sørensen       |
| 1ª     | 5 maggio | Coufaivre > Le Locle                       | 162,9 | Rolf Sørensen       | Rolf Sørensen       |
| 2ª     | 6 maggio | La Chaux-de-Fonds > Sion                   | 203,7 | Edwig Van Hooydonck | Rolf Sørensen       |
| 3ª     | 7 maggio | Sion > Champéry                            | 123,5 | Pascal Richard      | Pascal Richard      |
| 4ª     | 8 maggio | Champéry > Vevey                           | 71,4  | Rolf Aldag          | Pascal Richard      |
| 5ª     | 8 maggio | Vevey > Vevey (cron. individuale)          | 14,5  | Rolf Sørensen       | Pascal Richard      |
| 6ª     | 9 maggio | Vevey > Ginevra                            | 186,4 | Giovanni Fidanza    | Pascal Richard      |
| Totale | Totale   | Totale                                     | 768   |                     |                     |

## Dettagli delle tappe

### Prologo
- 4 maggio: Courtételle > Delémont (cron. individuale) – 7,3 km

| Pos. | Corridore       | Squadra  | Tempo |
| ---- | --------------- | -------- | ----- |
| 1    | Rolf Sørensen   | Carrera  | 9'07" |
| 2    | Miguel Indurain | Banesto  | a 5"  |
| 3    | Pascal Richard  | Ariostea | a 6"  |

| Pos. | Corridore     | Squadra | Tempo |
| ---- | ------------- | ------- | ----- |
| 1    | Rolf Sørensen | Carrera | 9'07" |

### 1ª tappa
- 5 maggio: Coufaivre > Le Locle – 162,9 km

| Pos. | Corridore          | Squadra  | Tempo    |
| ---- | ------------------ | -------- | -------- |
| 1    | Rolf Sørensen      | Carrera  | 4h37'12" |
| 2    | Giorgio Furlan     | Ariostea | s.t.     |
| 3    | Claudio Chiappucci | Carrera  | s.t.     |

| Pos. | Corridore     | Squadra | Tempo |
| ---- | ------------- | ------- | ----- |
| 1    | Rolf Sørensen | Carrera |       |

### 2ª tappa
- 6 maggio: La Chaux-de-Fonds > Sion – 203,7 km

| Pos. | Corridore           | Squadra     | Tempo    |
| ---- | ------------------- | ----------- | -------- |
| 1    | Edwig Van Hooydonck | Wordperfect | 5h28'54" |
| 2    | Giovanni Fidanza    | Gatorade    | a 1"     |
| 3    | Claudio Chiappucci  | Carrera     | s.t.     |

| Pos. | Corridore     | Squadra | Tempo |
| ---- | ------------- | ------- | ----- |
| 1    | Rolf Sørensen | Carrera |       |

### 3ª tappa
- 7 maggio: Sion > Champéry – 123,5 km

| Pos. | Corridore          | Squadra  | Tempo    |
| ---- | ------------------ | -------- | -------- |
| 1    | Pascal Richard     | Ariostea | 3h57'24" |
| 2    | Claudio Chiappucci | Carrera  | s.t.     |
| 3    | Andrew Hampsten    | Motorola | a 1"     |

| Pos. | Corridore      | Squadra  | Tempo |
| ---- | -------------- | -------- | ----- |
| 1    | Pascal Richard | Ariostea |       |

### 4ª tappa
- 8 maggio: Champéry > Vevey – 71,4 km

| Pos. | Corridore        | Squadra  | Tempo    |
| ---- | ---------------- | -------- | -------- |
| 1    | Rolf Aldag       | Telekom  | 1h45'01" |
| 2    | Kai Hundertmarck | Motorola | s.t.     |
| 3    | Rolf Sørensen    | Carrera  | s.t.     |

| Pos. | Corridore      | Squadra  | Tempo |
| ---- | -------------- | -------- | ----- |
| 1    | Pascal Richard | Ariostea |       |

### 5ª tappa
- 8 maggio: Vevey > Vevey (cron. individuale) – 14,5 km

| Pos. | Corridore          | Squadra  | Tempo  |
| ---- | ------------------ | -------- | ------ |
| 1    | Rolf Sørensen      | Carrera  | 18'03" |
| 2    | Pascal Richard     | Ariostea | a 4"   |
| 3    | Claudio Chiappucci | Carrera  | a 8"   |

| Pos. | Corridore      | Squadra  | Tempo |
| ---- | -------------- | -------- | ----- |
| 1    | Pascal Richard | Ariostea |       |

### 6ª tappa
- 9 maggio: Vevey > Ginevra – 186,4 km

| Pos. | Corridore                  | Squadra  | Tempo    |
| ---- | -------------------------- | -------- | -------- |
| 1    | Giovanni Fidanza           | Gatorade | 4h27'21" |
| 2    | Prudencio Indurain Larraya | Banesto  | s.t.     |
| 3    | Rolf Sørensen              | Carrera  | s.t.     |

| Pos. | Corridore          | Squadra  | Tempo     |
| ---- | ------------------ | -------- | --------- |
| 1    | Pascal Richard     | Ariostea | 20h42'53" |
| 2    | Claudio Chiappucci | Carrera  | a 16"     |
| 3    | Andrew Hampsten    | Motorola | a 1'37"   |

## Classifiche finali

### Classifica generale
| Pos. | Corridore            | Squadra                   | Tempo     |
| ---- | -------------------- | ------------------------- | --------- |
| 1    | Pascal Richard       | Ariostea                  | 20h42'53" |
| 2    | Claudio Chiappucci   | Carrera-Tassoni           | a 16"     |
| 3    | Andrew Hampsten      | Motorola                  | a 1'37"   |
| 4    | Giorgio Furlan       | Ariostea                  | a 2'47"   |
| 5    | Piotr Ugrumov        | Mecair-Ballan             | a 2'52"   |
| 6    | Luc Leblanc          | Castorama                 | a 2'56"   |
| 7    | Pello Ruiz Cabestany | Gatorade                  | a 6'42"   |
| 8    | Wladimir Belli       | Lampre-Polti              | a 7'14"   |
| 9    | Pavel Tonkov         | Lampre-Polti              | a 8'09"   |
| 10   | Jean-Claude Leclercq | Jolly Componibili-Club 88 | a 8'34"   |